# Lavkardarspindel
Lavkardarspindel (Lathys nielseni) är en spindelart som först beskrevs av Schenkel 1932.  Lavkardarspindel ingår i släktet Lathys och familjen kardarspindlar. Arten är reproducerande i Sverige. Inga underarter finns listade i Catalogue of Life.